# Aizoon
Aizoon L. é um género botânico pertencente à família Aizoaceae.
O género é composto por 57 espécies descritas e destas, apenas 16 aceites.

## Taxonomia
O género foi descrito por Lineu e publicado em Species Plantarum : 488 (1753). A espécie-tipo é Aizoon canariense L. ; Lectotypus [M.L.Green, Prop. Brit. Bot. : 159 (1929)]

## Etimologia
aizoon: nome genérico que deriva do grego aei, que significa "sempre ou permanente" e zoon, zoos, que significa "vida ou vivente".

## Lista de  espécies aceites
A seguir estão listadas as espécies do género Aizoon aceites Dezembro de 2012, ordenadas alfabeticamente. Para cada uma indica-se o nome binomial seguido do autor, abreviado segundo as convenções e usos.
- Aizoon asbestinum Schltr.
- Aizoon burchellii N.E.Br.
- Aizoon canariense L.
- Aizoon giessii Friedrich
- Aizoon glabrum Ewart
- Aizoon glinoides L.f.
- Aizoon karooicum Compton
- Aizoon kochii J.Wagner
- Aizoon paniculatum L.
- Aizoon rigidum L.f.
- Aizoon rodwayi Ewart
- Aizoon sarmentosum L.f.
- Aizoon schellenbergii Adamson
- Aizoon theurkauffii Maire
- Aizoon virgatum Welw. ex Oliv.
- Aizoon zeyheri Sond.

## Classificação do gênero
| Sistema | Classificação                       | Referência                                    |
| ------- | ----------------------------------- | --------------------------------------------- |
| Linné   | Classe Icosandria, ordem Pentagynia | «Species plantarum (1753)». www.botanicus.org |

No Sistema de Jussieu, este género era colocado nas Dicotyledones, Polypetalae, classe 14 (estames perigínicos) e ordem 87 (Ficoideae).
Este género existe no sistema de classificação filogenética Angiosperm Phylogeny Website.